# Motivation (canção de Normani)
"Motivation" é uma canção da cantora estadunidense Normani. Foi composta pela própria em conjunto com Ariana Grande, Savan Kotecha, Max Martin e Ilya Salmanzadeh, que encarregou-se de sua produção musical e vocal, enquanto Kuk Harrell, Peter Carlsson e Simone Torres se responsabilizaram pela produção vocal. A faixa foi lançada em 16 de agosto de 2019, através das gravadoras Keep Cool e RCA.

## Antecedentes e lançamento

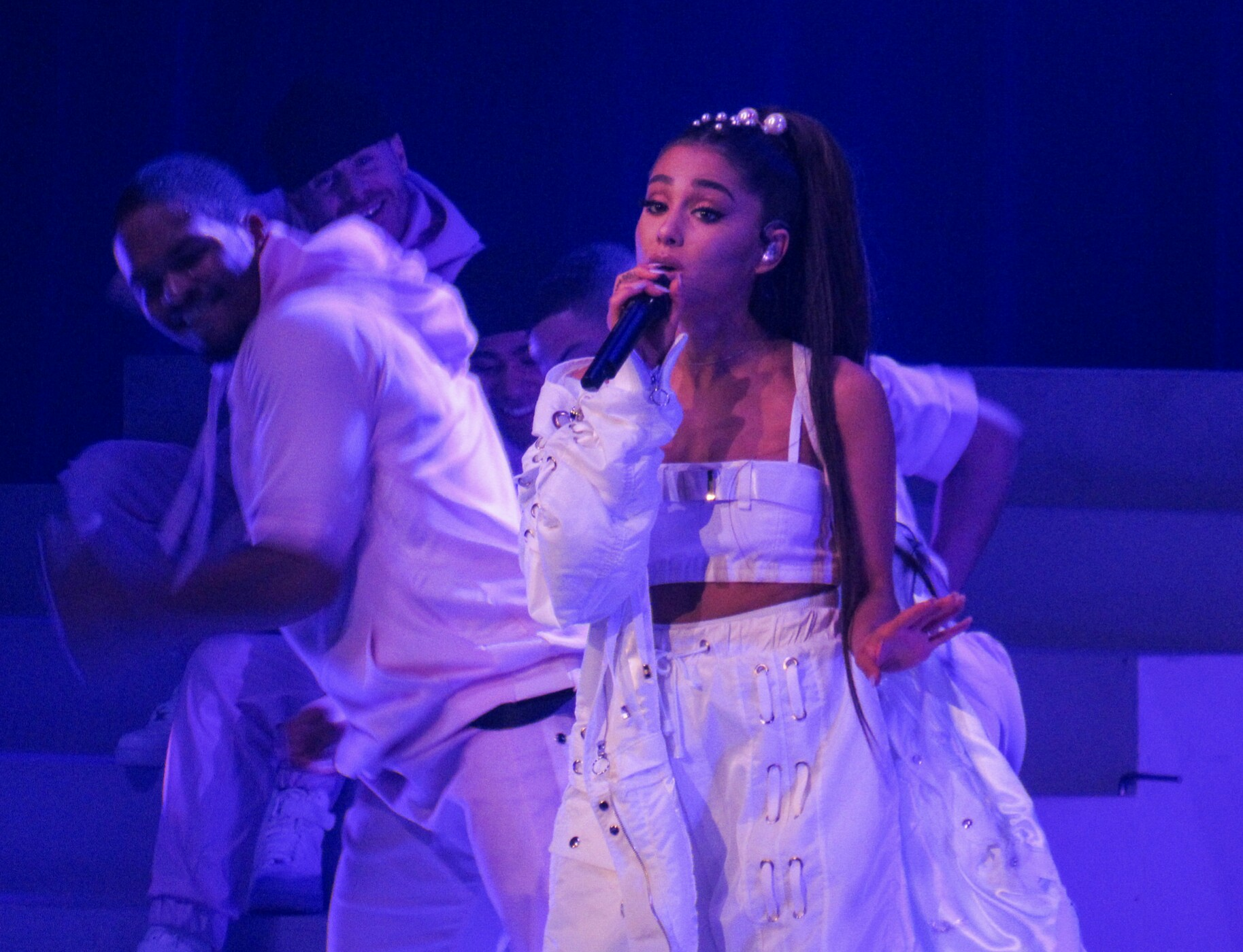
Ariana Grande performing during Dangerous Woman Tour on February 19, 2017.

Normani primeiramente foi introduzida à indústria musical como parte do grupo Fifth Harmony, com o qual lançou um EP e três álbuns de estúdio, alcançando sucesso mundial com "Worth It" e "Work from Home". Com o hiato do grupo, em fevereiro de 2018 foi lançada sua primeira faixa de trabalho em carreira solo, "Love Lies", parceria com Khalid para a trilha sonora do filme Love, Simon. A canção estreou no 43.º lugar da Billboard Hot 100 — o melhor debute entre as integrantes de seu antigo grupo — e tornou-se um sucesso inesperado, atingindo a nona posição como pico.
Em abril de 2018, Normani anunciou oficialmente seu contrato discográfico a solo com a Keep Cool e a RCA Records, subsidiárias da Sony Music Entertainment. Nos meses seguintes, deu início às gravações de seu álbum de estreia, pretendendo lançá-lo no início de 2019, lançando nesse meio-tempo um EP com o DJ escocês Calvin Harris intitulado Normani x Calvin, composto das canções "Slow Down" e "Checklist", além do single "Waves" com o cantor 6lack. No início de 2019, foi lançada "Dancing with a Stranger", parceria com o britânico Sam Smith, que tornou-se outro grande sucesso, entrando nas dez melhores nos Estados Unidos e Reino Unido.
Entre março e julho de 2019, Normani serviu como ato de abertura da etapa norte-americana da turnê Sweetener World Tour, de Ariana Grande. Entrevistada pela Rolling Stone durante o festival Lollapalooza em Chicago, realizado em agosto, Normani comentou ter desenvolvido uma grande parceria e amizade com Ariana nos bastidores da turnê, envolvendo-se no processo criativo do álbum, revelando também que ela ajudou a compor seu novo single. Na mesma ocasião, declarou "valer a pena" a espera para o seu projeto a solo, descrevendo-a canção como "alegre". Mais tarde, no mesmo mês, Normani começou a divulgar prévias de sua faixa nas redes sociais com uma estética inspirada nos anos 2000, incluindo celulares e computadores da época. "Motivation" foi lançada oficialmente em 16 de agosto de 2019, servindo como o single inicial do álbum de estreia a solo de Normani, acompanhada de seu vídeo musical.

## Crítica profissional
Intitulando-a de "melhor nova faixa", Michelle Kim, da Pitchfork, comentou que em "Motivation" Normani "não está mais andando nas sombras de ninguém" e elogiou sua produção, comparando-a como trabalhos de Beyoncé e de Ariana Grande. Para a Forbes, Hugh McIntyre escreveu que a música "soa como a música pop perfeitamente que pode ajudar Normani a se tornar a super estrela que ela sempre devia ser", acrescentando que "fornece algo atualmente carente no cenário pop".

## Apresentações ao vivo
Normani tocou "Motivation" no MTV Video Music Awards de 2019 em 26 de agosto de 2019, que foi sua primeira apresentação da música. 

## Vídeo musical
O vídeo musical correspondente foi dirigido por Dave Meyers e Daniel Russell e lançado em 16 de agosto de 2019, em conjunto com a música. O vídeo possui diversas referências à cultura pop dos anos 2000, como aos vídeos de "Crazy in Love", de Beyoncé, "...Baby One More Time" de Britney Spears e "I'm Real", de Jennifer Lopez, além do programa de vídeos 106 & Park do canal Black Entertainment Television (BET).

## 21 Savage remix
O remix oficial de "Motivation", com assistência do rapper britânico 21 Savage, intitulado "Motivation (Savage Remix)", foi lançado em 28 de outubro de 2019.

## Faixas e formatos
| Download digital e streaming |              |         |  |
| N.º                          | Título       | Duração |  |
| 1.                           | "Motivation" | 3:13    |  |

## Créditos
Lista-se abaixo os profissionais envolvidos na elaboração de "Motivation", de acordo com o serviço de streaming Tidal:
| - Normani: composição, vocalista principal - Ariana Grande: composição - Savan Kotecha: composição, vocalista de apoio - Max Martin: composição - Ilya: composição, produção, produção vocal, vocalista de apoio, baixo, baterias, teclados, programação - Kuk Harrell: produção vocal - Peter Carlsson: produção vocal - Simone Torres: produção vocal | - Troy "Trombone Shorty" Andrews: trombone, trompete - Daniel Oestreicher: saxofone barítono - Cory Bice: engenharia - Jeremy Lertola: engenharia - John Hanes: engenharia - Sam Holland: engenharia - Serban Ghenea: mixagem - Dave Kutch: masterização |

## Histórico de lançamento
| Região         | Data                 | Formato(s)                  | Gravadora(s)   |
| -------------- | -------------------- | --------------------------- | -------------- |
| Mundo          | 16 de agosto de 2019 | Download digital, streaming | Keep Cool, RCA |
| Estados Unidos | 20 de agosto de 2019 | Rádios mainstream           | RCA            |